# Raquel Lesteiro
Raquel Lesteiro López  (Pontevedra, 29 de agosto de 1902 – Bilbao, 24 de julio de 1967) fue una hispanista y archivera gallega, miembro de la Sección Hispanoamericana del Centro de Estudios Históricos y Directora del Archivo Histórico Provincial de Pontevedra.

## Biografía

### Formación y docencia
En 1921 se trasladó a Madrid y se instaló en la Residencia de Señoritas de María de Maeztu. Se licenció en la Sección de Historia de Filosofía y Letras por la Universidad de Madrid en 1925 con calificaciones de sobresaliente y matrículas de honor, siendo una de las pocas mujeres universitarias de su época, y sólo un año más tarde obtuvo el grado de doctora en Filosofía y Letras. Durante su etapa como estudiante se convirtió en una de las primeras cien socias del Ateneo de Madrid y compartió vivienda por un breve espacio de tiempo con Victoria Kent antes de fijar su residencia definitivamente en el número 64 de la calle de Núñez de Balboa.
Recién doctorada, ejerció durante dos años como profesora de Lengua Española en el Instituto-Escuela de Madrid, donde además de compartir claustro con Dámaso Alonso, Navarro Tomás, Sánchez-Albornoz, Gili Gaya o Amado Alonso conoció al historiador Ramón Iglesia Parga, con quien contrajo matrimonio en 1928. Ese mismo año, habiendo ganado su marido y ella con los números dos y uno respectivamente las plazas convocadas por la Junta para Ampliación de Estudios para lectorados en el extranjero, se trasladaron a Suecia como lectores de Lengua Española en la Universidad de Gotemburgo, donde permanecieron durante dos cursos.

### Etapa americanista
De regreso a Madrid entró a formar parte del Centro de Estudios Históricos, dirigido por Menéndez Pidal, al que había tenido como profesor en su etapa universitaria. Fue junto con el propio Ramón Iglesia y Ángel Rosenblat uno de los tres especialistas en estudios lingüísticos y literarios que Américo Castro eligió para encabezar la recién fundada Sección Hispanoamericana y componer el equipo de redacción de su revista, Tierra Firme, con el cometido de fomentar la memoria cultural de los pueblos de habla española.
En 1932 comenzó a trabajar con su marido en la primera edición crítica de la Historia verdadera de la conquista de la Nueva España de Bernal Díaz del Castillo. El proyecto quedó inconcluso a causa del estallido de la Guerra Civil, y con la desaparición del Centro de Estudios Históricos pasó a manos del CSIC y no vio la luz hasta la publicación en 1982 de la edición a cargo de Carmelo Sáenz de Santamaría, a quien se le había encomendado la tarea de recuperar y llevar a término los estudios de sus predecesores.

### Actividad como archivera
En 1933 inició su carrera de archivera al acceder por oposición al Cuerpo Auxiliar de Archiveros, Bibliotecarios y Arqueólogos, adscrita en comisión a la Biblioteca de Derecho y a la Biblioteca de Filosofía y Letras de la Universidad de Madrid, y desde 1935, al Archivo Histórico de Ávila. Durante esta etapa se convirtió en uno de los socios fundadores de la Asociación de Bibliotecarios y Bibliógrafos de España, y participó activamente en la difusión de las Misiones Pedagógicas en Galicia. En 1941, nuevamente por oposición, pasó a formar parte del Cuerpo Facultativo y regresó a su ciudad natal como Jefa del Archivo de la Delegación de Hacienda en Pontevedra, cuya dirección alcanzó en 1954.
En 1955 fue nombrada Directora del Archivo Histórico Provincial de Pontevedra, sucediendo en el cargo a Enrique Fernández Villamil como segunda directora en la historia de la institución hasta su jubilación. Al frente del Archivo publicó varios artículos sobre sus fondos y trabajos de catalogación, incorporó los libros de las antiguas Contadurías de Hipotecas, y sobre todo, dejó el importante legado de haber emprendido y supervisado el traslado del Archivo a su sede actual en la Casa de los Fonseca en 1960, lo que permitió la incorporación de protocolos centenarios y documentación de la Delegación de Hacienda, especialmente la correspondiente al Real de Legos del Catastro de Ensenada.

## Vida personal
Su padre, el industrial y político Manuel Lesteiro, fue Alcalde de Pontevedra y desempeñó una labor destacada como Concejal de Enseñanza. Fue hermana del lingüista e intelectual galleguista Manuel Lesteiro, inventor de la taquideografía, y tía tercera del médico y político José María David Suárez Núñez, senador y Rector de la Universidad de Santiago de Compostela. Trabó una estrecha amistad con Dámaso Alonso, que fue padrino de bautismo de su primera hija. Su hija María-Fernanda Iglesia Lesteiro, mujer del poeta Gregorio San Juan, fue profesora de la Universidad de Madrid y de la Universidad de Deusto, y la primera Directora de la Biblioteca de la Universidad del País Vasco.

## Obra
- El Archivo Histórico Provincial de Pontevedra (1962). Madrid: Tipografía Moderna.